# Захоронення відходів

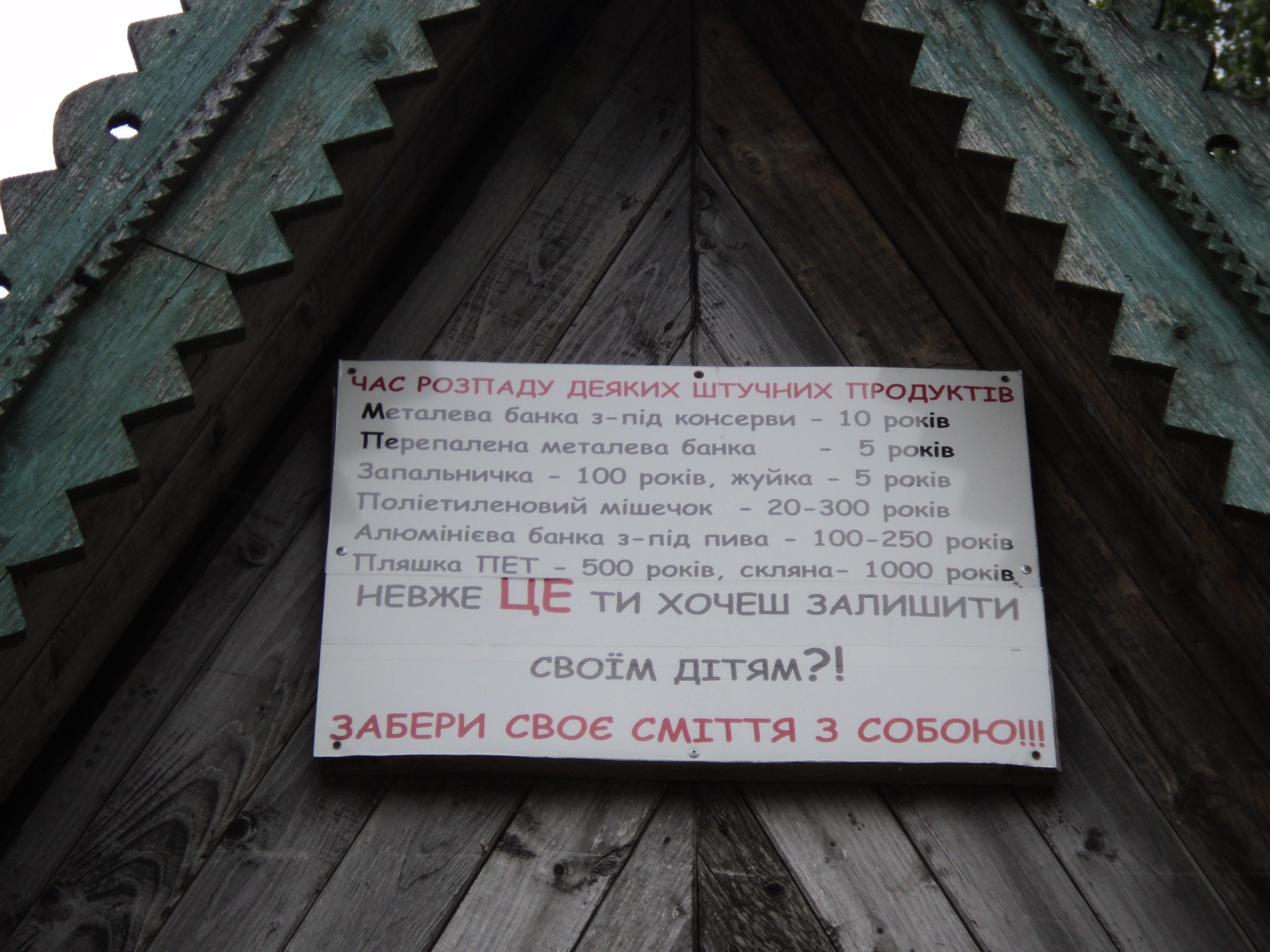
Еколого-інформаційний стенд у Карпатах

Захорóнення відхóдів (англ. waste burial, waste disposal, landfill; нім. Endlagerung f der Abprodukte, unterirdische Endlagerung f industrieller Abfallprodukte) — остаточне розміщення відходів при їх видаленні у спеціально відведених місцях чи на об'єктах таким чином, щоб довгостроковий шкідливий вплив відходів на довкілля та здоров'я людини не перевищував установлених нормативів.

## Загальний опис
Захоронення відходів — ізолювання промислових і побутових відходів (найчастіше токсичних) шляхом їх розміщення в надрах Землі і морських глибинах. Загальний обсяг відходів у світі сягає майже 800 млрд т, з них твердих відходів понад 300 млрд т. Гірничовидобувна галузь виробляє щорічно близько 30 млн т твердих відходів, причому при первинній переробці руд у хвости відходить 60-95% усього обсягу переробленої гірської маси. Лише 45-65% твердих відходів від їхнього загального обсягу в гірничовидобувній промисловості використовують для засипання відпрацьованих кар'єрів, провалів, тріщин від гірничих робіт, близько 1% — як закладка виробленого простору і майже 5% захоронюють у морських глибинах.
Захоронення відходів (твердих) під землею зменшує забруднення поверхні, зменшує площу відчужених земель, але несе в собі небезпеку забруднення підземних вод, надр, у тому числі родовищ корисних копалин. Близько 50% промислових рідких відходів у світі скидають у відкриті водоймища без очищення. Наприклад, у США втрати від забруднення водоймищ рідкими відходами оцінюється в 7,5-11 млрд доларів у рік.
Захоронення промислових відходів у надрах здійснюється в гірничих виробках законсервованих шахт (затверділі рідкі відходи), спеціальних підземних спорудах і природних пустотах гірських порід. Гірничі виробки шахт використовують у разі відсутності припливу в них підземних і поверхневих вод; непроникними для підземних вод є виробки соляних шахт, які найвигідніші і найбезпечніші для захоронення радіоактивних відходів. Спеціальними підземними сховищами служать штучні пустоти, одержані буровибуховим способом, старі підземні сховища (газові, нафтові). Ефективним є захоронення відходів у гідрогеологічних структурах. За об'ємами захоронення рідких відходів у поглинаючих горизонтах розрізняють сховища: малі — до 100, середні — 100–1000, великі — 1000-10000, дуже великі — понад 10 тис. м3/доб.
Морське середовище використовується для захоронення ґрунтів, видобутих при заглибленні акваторій портів і судноплавних каналів, осадів стічних вод, промислових відходів, будівельного сміття, радіоактивних відходів з низькою питомою активністю (в спеціальній упаковці). Обсяг світових відходів, які захоронюють в морі, сягає 10% від суми відходів, із них скидання ґрунту займає приблизно 80%. Як правило, таке скидання здійснюється поблизу берегів на невеликих глибинах (10-100 м), і тільки радіоактивні відходи захоронюють на ложі океанів на глибині понад 4000 м. Скидання відходів у прибережні води може викликати збільшення мутності води, вивільнення у воду біогенних речовин, металів, нафтопродуктів та інших сполук, які містяться у матеріалах скидання. Однак завдяки швидкому осадженню суспензії на малих глибинах і процесам розсіювання і розведення негативні наслідки скидання у товщі води при одноразових операціях досить скоро (від декількох годин до доби) зникають. Проте, осівши на дні морів, матеріали скидань залишаються джерелом надходження у придонні шари води забруднюючих речовин, які можуть шкідливо діяти на донні організми. При захороненні відходів керуються положеннями 3-ї Конференції ООН з морського права (1983).